# Стоун, Марк
Марк Сто́ун (англ. Mark Stone; 13 мая 1992, Виннипег, Манитоба, Канада) — канадский профессиональный хоккеист, правый крайний нападающий и капитан клуба НХЛ «Вегас Голден Найтс». Чемпион мира 2016 года в составе сборной Канады. Назван самым ценным игроком чемпионата мира 2019 года в составе сборной Канады. Обладатель Кубка Стэнли 2023.

## Карьера

### Брэндон Уит Кингз

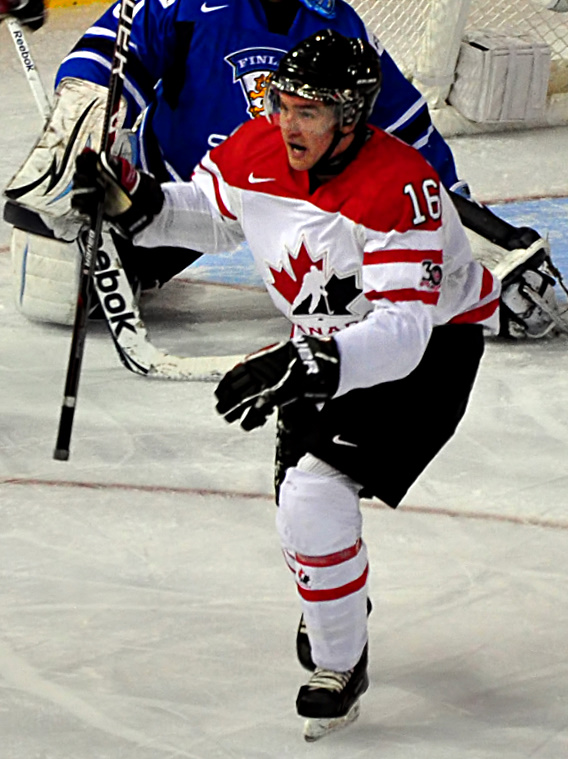
Стоун в составе молодёжной сборной Канады в 2012 году

Свою юношескую карьеру Стоун начал в команде из WHL «Брандон Уит Кингз» в сезоне 2008/09. В первом своём сезоне в WHL Марк набрал 39 очков в 56 матчах и занял 12-е место по этому показателю среди новичков лиги. Перед началом сезона 2009/10 он вошёл в топ-50 рейтинга проспектов НХЛ по версии Центрального скаутского бюро лиги. В ходе сезона Стоун получил две травмы, сотрясение мозга и перелом большого пальца, по этой причине он сыграл в WHL лишь 39 игр и набрал 28 очков и на драфте НХЛ 2010 года был выбран лишь в 6-м раунде под общим 178-м номером клубом «Оттава Сенаторз», получив характеристику силового форварда со слабым катанием.
В межсезонье 2010/11 Стоун принял участие в тренировочном лагере новичков «Оттава Сенаторз» и по его итогам был отправлен обратно в «Уит Кингз». В своём уже третьем сезоне WHL, ставшим для Марка первым полноценным, он набрал 106 очков в 71 матче, став первым бомбардиром своей команды и третьим во всей лиге. По итогам сезона Стоун получил место в матче всех звёзд WHL.
В межсезонье 2011/12 Стоун принял участие в тренировочном лагере «сенаторов» второй год подряд и по итогам сборов подписал трёхлетний контракт новичка с клубом. Вернувшись обратно в «Уит Кингз» Стоун был назначен новым капитаном команды. В течение сезона он был вызван на матчи Суперсерии-2011 между командами Канадской хоккейной лиги и Россией U-20. Этот сезон стал для Марка последним в юношеской карьере, по его итогам он набрал 123 очка и получил приз Брэд Хорнанг Трофи, а также второй сезон подряд был вызван на матч всех звёзд лиги.

### Оттава Сенаторз
Дебют Стоуна в НХЛ состоялся 21 апреля 2012 года в матче плей-офф против команды «Нью-Йорк Рейнджерс», в этой игре он сделал голевую передачу.
Стоун дебютировал в регулярном чемпионате лишь почти год спустя после дебюта в плей-офф, это случилось 6 марта 2013 года в матче против «Торонто Мейпл Лифс». Свой первый гол в НХЛ он забил 4 января 2014 года в ворота Кэри Прайса из «Монреаль Канадиенс».
Сезон 2014/15 стал первым полноценным для Стоуна, он сыграл в нём 80 матчей и набрал 64 очка, тем самым помог команде выйти в плей-офф. В плей-офф он добавил ещё 4 балла за результативность в 6 играх против «Монреаль Канадиенс», однако это не помогло «сенаторам» и они потерпели поражение в серии. По итогам сезона Марк был номинирован на Колдер Трофи, но в итоге занял 2-е место в голосовании, уступив защитнику «Флориды Пантерз» Аарону Экбладу. 25 июня 2015 года Стоун подписал с «Оттавой» контракт на три года со средней зарплатой в 3,5 млн долларов в год.
В сезоне 2015/16 Стоун также являлся одним из лидеров команды, сыграв в 75 матчах и набрав 61 очко. В конце сезона Марк получил сотрясение мозга после столкновения с защитником «Виннипег Джетс» Дастином Бафлином и был вынужден пропустить остаток сезона.

### Вегас Голден Найтс
В сезоне 2018/19 в преддверии дедлайна Стоун не смог договориться с «Сенаторз» о новом контракте и был обменян в клуб «Вегас Голден Найтс». 8 марта 2019 года он подписал с «рыцарями» долгосрочный контракт на 8 лет со средней годовой зарплатой в 9,5 млн долларов, включая 48 млн долларов в виде бонусов. В плей-офф Кубка Стэнли 2019 года стал самым результативным игроком серии против «Сан-Хосе Шаркс» и всего 1-го раунда, набрав 12 (6+6) очков в 7 матчах (14 апреля Стоун набрал 5 очков (3+2) в третьей игре серии), однако «Голден Найтс» уступили в овертайме седьмого матча серии.
13 января 2021 года Марк Стоун был назначен первым капитаном в истории клуба (до этого он был альтернативным капитаном).
13 января 2022 года был вызван на матч всех звёзд НХЛ. В июне 2023 года «Голден Найтс» впервые в истории завоевали Кубок Стэнли, обыграв в финале Кубка Стэнли «Флориду Пантерз» в серии со счётом 4-1; по итогам плей-офф Стоун заработал 24 очка, став третьим бомбардиром своей команды по итогам плей-офф Кубка Стэнли.

## Международная карьера
Марк стал чемпионом мира в составе сборной Канады в 2016 году.
В 2019 году он стал обладателем серебряных медалей чемпионата мира и был признан самым ценным игроком турнира. В 10 матчах Стоун набрал 14 очков (8+6).

## Статистика
| Легенда | Легенда                    | Легенда | Легенда                   | Легенда | Легенда    |
| ------- | -------------------------- | ------- | ------------------------- | ------- | ---------- |
| И       | Количество проведённых игр | Штр     | Штрафное время            | +/−     | Плюс-минус |
| Г       | Голы                       | П       | Голевые передачи          | О       | Очки       |
| -       | Статистика неизвестна      | —       | Статистика не учитывалась |         |            |